# Луїс Гарсія Монтеро
Луїс Гарсія Монтеро (ісп. Luis García Montero; нар. 4 грудня 1958, Гранада) — іспанський поет, есеїст і педагог, центральна фігура «покоління 80-х».

## Біографія
Закінчив Гранадський університет (1980), з 1981 року викладає в alma mater. Захистив дисертацію із творчості Рафаеля Альберті (1985). Колишній з молодості член Комуністичної партії Іспанії Гарсіа Монтеро в політиці залишається прихильником «Об'єднані ліві» (на місцевих виборах 2015 року очолював їх список на виборах у Мадриді).
Дружина — письменниця Альмудена Грандес, у них троє дітей.

## Творчість
Лідер літературної групи Нова сентиментальність, чия поетика, що поєднувала лінії Хіменеса та Мачадо з Сернудою та Хілем де Б'єдмою, отримала пізніше назву поезія досвіду.